# Брачни шеги
„Брачни шеги“ е български игрален филм (черна комедия) от 1989 година на режисьорите Иван Андонов, Дочо Боджаков, Ивайло Джамбазов, Иванка Гръбчева и Георги Стоянов, по сценарий на Дочо Боджаков, Георги Данаилов, Иванка Гръбчева, Емил Молхов, Марко Стойчев и Георги Стоянов. Оператори са Красимир Костов, Ивайло Пенчев и Христо Тотев. Музиката във филма е композирана от Хайгашод Агасян, Кирил Дончев, Георги Генков.

## Състав

### Актьорски състав
| Изпълнител          | Роля                                  |
| Главната роля:      |                                       |
| ------------------- | ------------------------------------- |
| Георги Калоянчев    | Доцент Стефан Стефанов                |
| Талант:             |                                       |
| Георги Мамалев      | Митко Цонев                           |
| Пенка Цицелкова     | Кети                                  |
| Ева-Мария Радичкова | Тони                                  |
| Катерина Евро       | поредната съпруга на Митко            |
| Цанка Цанева        |                                       |
| Димитрина Шишкова   |                                       |
| Маргарита Кондакова |                                       |
| „Моцартова соната“  |                                       |
| Боряна Пунчева      | Цигуларката                           |
| Валентин Гаджоков   | Съпругът на цигуларката               |
| Чао, моя любов      |                                       |
| Петър Петров        | Бай Пешо                              |
| Елжана Попова       | Ели                                   |
| Николай Цанков      | Николай                               |
| Сашо Симов          |                                       |
| Александър Палиев   |                                       |
| Анани Явашев        |                                       |
| Диана Цолевска      |                                       |
| Какво ти става      |                                       |
| Добринка Станкова   | Съпругата на Павел                    |
| Павел Поппандов     | Павел                                 |
| Сатърът             |                                       |
| Катя Паскалева      | Денка                                 |
| Лиляна Върбанова    | Фани                                  |
| Калин Арсов         | месарят Петър                         |
| Любен Чаталов       | Адвокатът                             |
| Голямото семейство  |                                       |
| Цветана Манева      | Съпругата на доцент Стефанов          |
| Аня Пенчева         | Мими, секретарката на доцент Стефанов |
| Петя Силянова       | Снахата на доцент Стефанов            |
| Георги Стайков      | Николай, синът на доцент Стефанов     |
| Лидия Вълкова       | Журналистката                         |

### Творчески и технически екип
| Режисьори          | Дочо Боджаков (Талант/Сатърът) Ивайло Джамбазов (Моцартова соната) Иван Андонов (Чао, любов моя) Георги Стоянов (Какво ти става) Иванка Гръбчева (Голямото семейство)                                                     |
| Сценарий           | Дочо Боджаков (Талант) Емил Молхов (Моцартова соната) Марко Стойчев (Чао, любов моя) Георги Стоянов (Какво ти става) Валентин Стойчев (Сатърът) Георги Данаилов (Голямото семейство) Иванка Гръбчева (Голямото семейство) |
| Оператори          | Христо Тотев (Сатърът/Талант/Какво ти става/Спасението) Ивайло Пенчев (Моцартова соната) Красимир Костов (Чао, любов моя)                                                                                                 |
| Художници          | Иван Андреев Росица Бакева Мария Иванова Олга Афиногенова (Моцартова соната) Георги Гуцев (Какво ти става) |
| Костюми            | Марина Мортиросова (Моцартова соната) |
| Грим               | Володя Димитров (Моцартова соната) |
| Музика             | Хайгашод Агасян Кирил Дончев Георги Генков |
| Звук               | Людмила Махалнишка Лили Кужел Димитър Катърджиев Моис Мандил |
| Монтаж             | Евгения Тасева Албена Катеринска Елена Панова Теодора Вепшек Ани Манолова-Пипева |
| Редактор           | Николай Недялков (Моцартова соната) |
| Втори режисьор     | Красимир Симеонов |
| Втори ператор      | Борислав Златинов (Моцартова соната) |
| Асистент-оператор  | Румен Златинов |
| Фотограф           | Красимир Арабаджиев |
| Комбинирани снимки | Елена Тодорова |
| Директори          | Христо Йоцов Иван Петков Силвин Панков Ангел Николов Иван Милков |
| Distributed by     | БЪЛГАРСКА КИНЕМАТОГРАФИЯ Студия за игрални филми „Бояна“ Творчески колектив „АЛФА“ /Copyright © 1989/ |